# 장발장 은행
장발장 은행은 경범죄로 벌금형을 선고받았지만 생활고로 벌금 낼 돈이 없는 사람들을 돕기 위해 출범한 사회단체이다. 장발장의 이름을 따왔다.

## 개요
이 은행은 생계 곤란으로 감옥살이를 해야만 하는 이들에게 신용조회 없이 무담보, 무이자로 돈을 대출해 준다. 이 은행의 운영은 개인과 단체의 기부로 이뤄진다. 지원은 소년소녀가장, 미성년자, 기초생활보장법상 수급권자와 차상위계층이 우선 대상으로, 이들에게 최대 300만 원까지 대출해 준다. 상환은 최장 6개월 거치기간 후 1년간 균등 상환하는 방식으로 이뤄진다.
2020년 2월 기준 빚을 갚기 시작한 상환자 수가 427명으로 대출자의 절반을 넘었으며 전부 상환한 사람은 130명이다. 이 단체는 기초질서 위반 행위에는 과태료 부과로 충분하다고 주장하며 조속한 일수벌금제의 도입을 촉구하고 있다.

## 같이 보기
- 그라민 은행
- 무함마드 유누스